# NaturVision
NaturVision ist ein Natur- und Umweltfilmfestival. Es startete ursprünglich 2002 in Neuschönau im Bayerischen Wald und findet seit 2012 in Ludwigsburg in Baden-Württemberg statt. Austragungsort ist das Central Filmtheater Ludwigsburg. Seit 2014 gibt es während der Festivaltage außerdem ein kostenfreies Open Air Kino auf dem Arsenalplatz, einen Markt mit regionalen und nachhaltigen Verkaufsständen, Infoständen und einen Science Slam.
Veranstalter ist die NaturVision Ludwigsburg gGmbH.

## Das Festival

### Filmwettbewerb

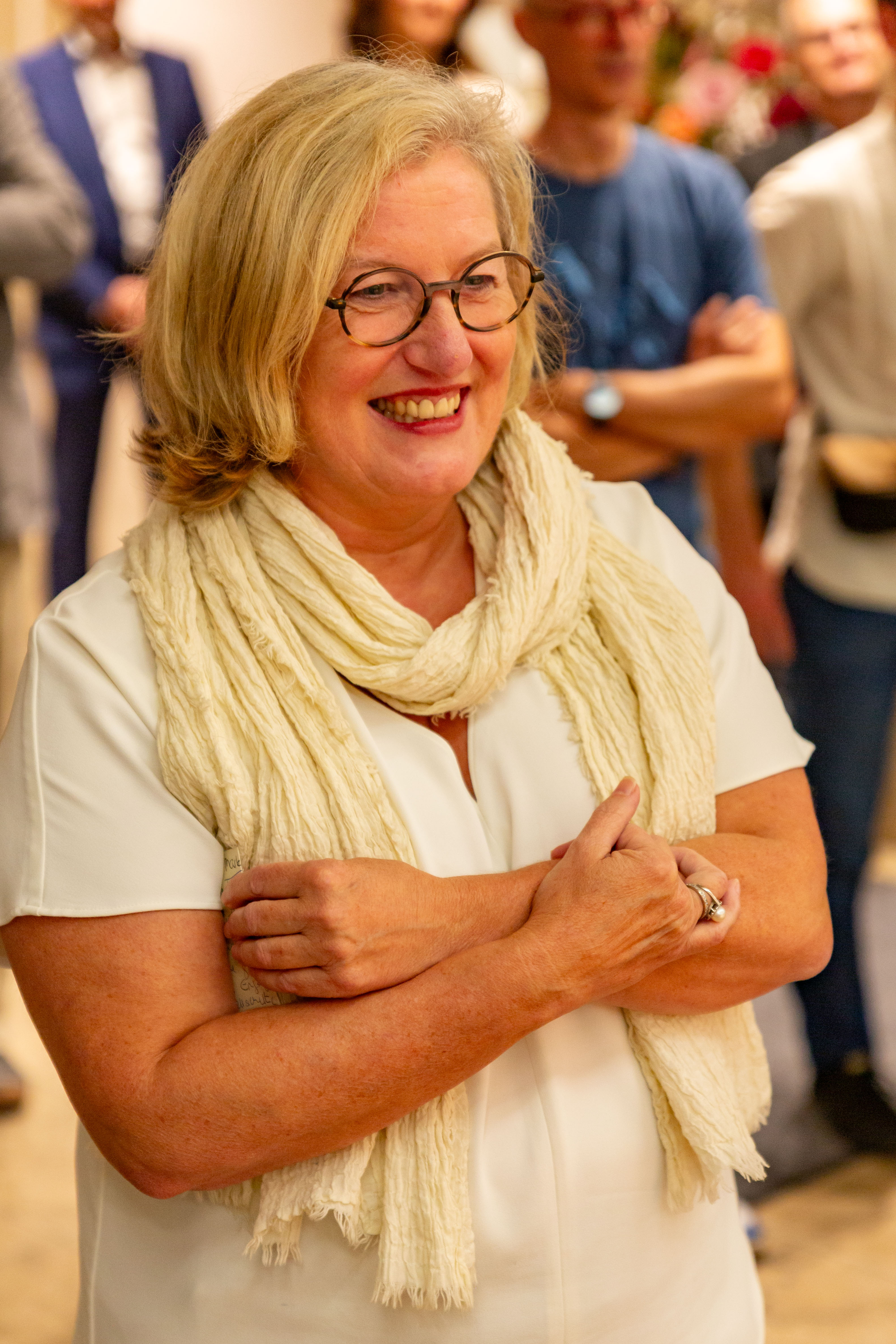
Beatrix Wesle, künstlerische Leitung und Geschäftsführerin von NaturVision

Herzstück des Festivals ist der Internationale Filmwettbewerb. Neben Tierfilmen legt das Festival einen Schwerpunkt auf Umwelt- und Nachhaltigkeitsthemen. So werden neben dem „Deutschen Umwelt- und Nachhaltigkeitsfilmpreis“ der „Deutsche Wildlife Filmpreis“ sowie der „Deutsche Filmpreis Biodiversität“ und der „NaturVision Filmpreis Umdenken“ verliehen – Preise in weiteren Kategorien wie beispielsweise Kurzfilm, Kamera, Dramaturgie, Filmmusik, Kinderfilm wie auch der Publikumspreis sind Teil der Wettbewerbskategorien und der Preisverleihung. 2023 wurden über 50.000 Euro, 2024 36.000 Euro Preisgelder vergeben.

### Sonderveranstaltungen
NaturVision hat das Ziel, mehr als ein klassisches Filmfestival zu sein. Ein Beispiel dafür ist der seit Kongress zum Thema Plastikvermeidung oder der „NaturVision Science Slam“, der während der Festivaltage veranstaltet wird.

### BNE / Umweltbildung
Stark macht sich NaturVision auch für den Bereich BNE / Umweltbildung. So werden spezielle Kinder- und Jugendprojekte, digitale und analoge Schulprogramme mit Filmvorstellungen und Ferienprojekte in der Region im Zusammenhang mit dem Filmfestival durchgeführt. Diese sollen dazu beitragen, das Interesse von Kindern und Jugendlichen sowohl für das Thema Filmkunst zu wecken wie auch einen Bezug zu Natur-, Klima- und Umweltthemen zu entwickeln. Seit 2023 bietet NaturVision auch Science Slam Workshops an Schulen an.

## Geschichte

Festival-Open-Air am Ludwigsburger Arsenalplatz

NaturVision wurde im Jahre 2002 von Ralph Thoms ins Leben gerufen und fand bis 2012 jedes Jahr im Nationalpark Bayerischer Wald in Neuschönau statt. Durch die Grenznähe des Veranstaltungsortes bedingt gab es seit Beginn des Festivals eine Kooperation mit der tschechischen Stadt Vimperk.
2008 begann – als Teil des Deutsch-Chinesischen Jahres der Wissenschaft und Bildung – in den Workshops des NaturVision Filmfestivals ein Austausch zwischen deutschen und chinesischen Filmemachern.
2012 wechselte das Festival aus finanziellen Gründen seinen Standort und startete in Ludwigsburg in Baden-Württemberg neu. In der Metropolregion um Stuttgart wächst es seitdem beständig und konnte 2023 über 24.000 Zuschauer verzeichnen. Austragungsort des Festivals ist das Central Theater Ludwigsburg.
2023 verabschiedete sich Festivalgründer und -leiter Ralph Thoms in den Ruhestand. Die Stadt Ludwigsburg gründete daraufhin als Trägergesellschaft die „NaturVision Ludwigsburg gGmbH“. Neue Geschäftsführerin und künstlerische Leiterin ist Beatrix Wesle.

## Schirmherr und Unterstützer
Schirmherr des NaturVision Filmfestivals ist seit 2013 Baden-Württembergs Ministerpräsident Winfried Kretschmann (Bündnis 90/Die Grünen). Für ihn steht bei NaturVision vor allem die Umweltbildung im Vordergrund:

„Das NaturVision Filmfestival markiert die wichtige Schnittstelle zwischen Medien und Umweltbildung – hier gehen die Leidenschaften für den Film und für die Natur Hand in Hand.“

## Preisträger

### 2012
- Großer NaturVision Filmpreis – 1. Preis: „Life Size Memories“, Regie: aus Reisinger, Frédérique Lengaigne. Österreich 2011.

- Großer NaturVision Filmpreis – 2. Preis: „Wildes Deutschland – Die Sächsische Schweiz“, Regie: Henry M. Mix. Deutschland 2011.

- Deutscher Umwelt- und Nachhaltigkeitspreis: „Raising Resistance“, Regie: Bettina Borgfeld, David Bernet. Deutschland / Schweiz 2011

- NaturVision Kamerapreis: „Die Farben der Wüste – Die weisse Uyuni“, Kamera: Adrian Bailey. Österreich 2013.

- NaturVision Kinderprogramm: „SOS Sevan“, Regie: SunChild Eco-Club of Noratus. Armenien 2011.

- NaturVision Nachwuchs- und Amateurfilmpreis: „Großmutter und der Wolf“, Regie: Andreas Schnögl. Deutschland 2011.

- Sonderpreis der Stadt Ludwigsburg und NaturVision Preis der Jugendjury: „Bottled Life“, Regie: Urs Schnell. Schweiz 2011.

- NaturVision Ehrenpreis der Jury: „Undercover gegen die Holzmafia“, Regie: Michaela Kirst. Deutschland 2011.

- NaturVision Publikumspreis: „Highway durch die Rocky Mountains – Herbst“, Regie: nst Arendt, Hans Schweiger. Deutschland 2012.

### 2013
- Großer NaturVision Filmpreis – 1. Preis: „The Unlikely Leopard“, Regie: Dereck & Beverly Joubert. Südafrika 2012.[4]

- Großer NaturVision Filmpreis – 2. Preis: „Wildes Deutschland – Die Lausitz“, Regie: Henry M. Mix. Deutschland 2013.

- Deutscher Umwelt- und Nachhaltigkeitspreis – 1. Preis: „Der letzte Fang“, Regie: Markus C.M. Schmidt. Deutschland 2012.

- Deutscher Umwelt- und Nachhaltigkeitspreis – 2. Preis: „Auf leisen Pfoten – Spaniens letzte Luchse“, Regie: Klaus Feichtenberger. Österreich 2012.

- NaturVision Kamerapreis: „Streifzug der Zebras“, Kamera: Adrian Bailey. Österreich 2013.

- NaturVision Beste Story: „The Arctic Giant“, Autor: Peter Lauridsen. Dänemark 2013.

- NaturVision Kinderfilmpreis: „Hassani und seine Walhaie“, Regie: Frank Feustle. Deutschland 2013.

- NaturVision Newcomerfilmpreis: „San Agustín – Ebbe im Plastikmeer“, Regie: Gudrun Gruber, Alexander Hick, Michael Schmitt. Deutschland 2012.

- NaturVision Sonderpreis der Jury: „Breathing Earth – Susumu Shingus Traum“, Regie: Thomas Riedelsheimer. Deutschland 2012.

- NaturVision Preis der Jugendjury: „Die Weltretter 3.0“, Regie: Jana Lemme. Deutschland 2012.

- NaturVision Publikumspreis: „Der letzte Fang“, Regie: Markus C.M. Schmidt. Deutschland 2012.

- NaturVision Ehrenpreis: „One Man’s Desert“, Regie: Fan Zhiyuan. China 2011.

### 2014
- Großer NaturVision Filmpreis – 1. Preis: „Der Große Kaukasus – Russlands Dach der Welt“, Regie: Henry Mix. Deutschland 2014.[5]

- Großer NaturVision Filmpreis – 2. Preis: „Hummeln – Bienen im Pelz“, Regie: Kurt Mündl. Österreich 2013.

- Deutscher Umwelt- und Nachhaltigkeitspreis – 1. Preis: „Wie wird die Stadt satt? – Der Kampf um die Nahrungsmärkte der Zukunft“, Regie: Irja Martens. Deutschland 2013.

- Deutscher Umwelt- und Nachhaltigkeitspreis – 2. Preis: „Meine Tante aus Fukushima“, Regie: Kyoko Miyake. Deutschland 2013.

- NaturVision Kamerapreis: „Karussell des Lebens – Die Streuobstwiese“, Kamera: Alexandra Sailer, Steffen Sailer, Klaus Scheurich, Boas Schwarz. Deutschland 2014.

- NaturVision Beste Story: „The Second Wave“, Autor: Folke Ryden. Schweden 2013.

- NaturVision Musikfilmpreis – 1. Preis: „Mythos Kongo – Fluss der Extreme“, Musik: Oliver Heuss. Deutschland 2014.

- NaturVision Musikfilmpreis – 2. Preis: „Der Große Kaukasus – Russlands Dach der Welt“, Musik: Jörg Magnus Pfeil. Deutschland 2014.

- NaturVision Kinderfilmpreis: „Newton – Der Nashornranger“, Regie: Frank Feustle. Deutschland 2014.

- NaturVision Newcomerfilmpreis: „Mit anderen Augen – die Geschichte von Pferd und Mensch“, Regie: Lena Leonhardt. Deutschland 2013.

- NaturVision Sonderpreis der Jury [Kategorie: Biodiversität]: „Die Eroberer – Die Königskrabbe“, Regie: Nicolas Gabriel. Frankreich 2013.

- NaturVision Sonderpreis: „Hannes Jaenicke im Einsatz für Elefanten“, Regie: Judith Adloch, Eva Gfirtner. Deutschland 2014.

- NaturVision Preis der Jugendjury: „Die Letzten ihrer Art – Rettung der Goldkopflanguren“, Regie: Hannes Schuler. Deutschland 2013.

- NaturVision Publikumspreis: „Superhirne im Federkleid – Kluge Vögel im Duell“, Regie: Volker Arzt. Deutschland 2013.

### 2015
- Deutscher Umwelt- und Nachhaltigkeitspreis: „Der letzte Raubzug“, Regie: Jakob Kneser. Deutschland 2014.[6][7]

- NaturVision Wildlife Filmpreis: „Wildes Brasilien – Das wilde Herz“, Produktion: Terra Mater Factual Studios. Deutschland 2015.

- NaturVision Filmpreis Biodiversität: „Bienen – Eine Welt im Wandel“, Regie: Dennis Wells. Deutschland/Österreich/USA 2015.

- NaturVision Kamerapreis: „Wildes Kanada – Der Hohe Norden“, Kamera: Jeff Turner, Justin Maguire. Österreich 2014.

- NaturVision Beste Story: „Triumph der Tomate“, Autor: Maria Magdalena Koller. Österreich 2014.

- NaturVision Musikfilmpreis: „Wenn ein Garten wächst“, Musik: Thomas Höhl. Deutschland 2014.

- NaturVision Kinderfilmpreis: „Jessica – Das Indianermädchen vom Amazonas“, Regie: Alexander Preuss. Deutschland 2014.

- NaturVision Sonderpreis der Jury: „Wilde Slowakei“, Regie: Jan Haft. Deutschland 2015.

- NaturVision Preis der Jugendjury: „Bienen – Eine Welt im Wandel“, Regie: Dennis Wells. Deutschland/Österreich/USA 2015.

- NaturVision Publikumspreis: „Wilhelminenhof – Obstbauern mit Biss“, Regie: Vivien Pieper, Johannes Bünger. Deutschland 2014.

- NaturVision Ehrenpreis: Kurt Hirschel für sein Lebenswerk

### 2016
- Deutscher Umwelt- und Nachhaltigkeitspreis: „Wastecooking – Kochen statt Verschwenden“, Regie: Georg Misch. Österreich 2015.[8][9][10]
- NaturVision Wildlife Filmpreis: „Die Reise der Schneeeulen – ein Wintermärchen“, Regie: Klaus Weißmann, Musik: Thomas Kettler. Deutschland 2015.
- NaturVision Filmpreis Biodiversität: „Das Yellowstone Rätsel“, Regie: Manfred Corrine. Deutschland 2015.
- NaturVision Kamerapreis: „Zurück zum Urwald – Nationalpark Kalkalpen“, Kamera: Jiri Petr, Michael Schlamberger. Österreich 2015.
- NaturVision Beste Story: „Wo unser Wetter entsteht“, Autor: Rolf Schlenker. Deutschland 2016.
- NaturVision Musikfilmpreis: „Magie der Moore“, Musik: Jörg Magnus Pfeil, Siggi Mueller. Deutschland 2015.[11]
- NaturVision Kinderfilmpreis: „Lotumi und der rote Tanz“, Regie: Frank Feustle Deutschland 2015.
- NaturVision Newcomer Filmpreis: „Passion for Planet“, Regie: Werner Schuessler, Regie: Jan Haft. Deutschland 2016.
- NaturVision Preis der Jugendjury: „Wildes Deutschland: Der Chiemsee“, Regie: Jan Haft. Deutschland 2015.[11][12]
- NaturVision Publikumspreis: „Auf der Spur der Küstenwölfe“, Regie: Richard Matthews. Deutschland 2007.

### 2017
Quelle:
- Deutscher Umwelt- und Nachhaltigkeitspreis: „Insekten – Superhelden auf sechs Beinen“, Regie: Björn Platz. Deutschland 2016.
- Deutscher Wildlife Filmpreis: „Äthiopien – Im Hochland der Wölfe“, Regie: Yann Sochaczewski. Deutschland 2017.
- Deutscher Filmpreis Biodiversität: „Natura Urbana – die Brachen von Berlin“, Regie: Matthew Gandy. Deutschland, Großbritannien 2017.
- NaturVision Sonderpreis Die Stadt und das Meer: „Schwarze Tränen der Meere“, Regie: Christian Heynen. Deutschland 2017.
- NaturVision Sonderpreis der Jury: „Inseln wie im Paradies: Die Herrschaft der Sonne“, Regie: Matt Hamilton, Paul Reddish. Österreich 2017.
- NaturVision Kamerapreis: „Biene Majas wilde Schwestern“, Regie: Jan Haft. Deutschland 2016.
- NaturVision Beste Story: „Small People – Big Trees“, Regie: Vadim Vitovtsev. Russland 2016.
- NaturVision Filmmusikpreis: „Budapest Inferno  – Das Geheimnis der Molnár János Höhle“, Musik: Peter Rusko, Marton Szekely. Ungarn 2017.
- NaturVision Kinderfilmpreis: „Anna und die wilden Tiere  – Das Tannenzapfentier“, Regie: Ben Wolter. Deutschland 2016.
- NaturVision Newcomer Filmpreis: „Hundesoldaten“, Regie: Lena Leonhardt. Deutschland 2016.
- NaturVision Preis der Jugendjury: „Insekten – Superhelden auf sechs Beinen“, Regie: Björn Platz. Deutschland 2016.
- NaturVision Publikumspreis: „Von Bananenbäumen träumen“, Regie: Anthe Hubert. Deutschland 2016.

### 2018
Quelle: 
- Deutscher Umwelt- und Nachhaltigkeitspreis: „Das System Milch“ von Andreas Pichler, Deutschland 2017 – 91 min.
- Deutscher Wildlife Filmpreis: „White Wolves – Ghosts of the Arctic“, Deutschland 2018 – 56 min.
- Deutscher Filmpreis Biodiversität: "Araucaria Araucana” von Remi Rappe, Frankreich 2017 – 52 min.
- NaturVision Sonderpreis der Jury: „Konzerne als Retter? Das Geschäft mit der Entwicklungshilfe“ von Caroline Nokel, Deutschland 2016 – 87 min.
- NaturVision Kamerapreis: „Sex, Lies and Butterflies“ von Ann Johnson Prum, Kamera: Mark Caroll und Russell Kaye, Österreich 2017 – 50 min.
- NaturVision Beste Story: „Danke für den Regen“ von Julia Dahr, Deutschland 2017 – 87 min.
- NaturVision Filmmusikpreis: „H is for Hawk: A New Chapter“, Großbritannien 2017 – 59 min.
- NaturVision Kinderfilmpreis: „Ridoy – Kinderarbeit für Fußballschuhe“, Deutschland 2017 – 25 min.
- NaturVision Newcomer Filmpreis: „Kamchatka Bears. Life Begins“, Russland 2018 – 52 min.
- NaturVision Preis der Jugendjury: „Das System Milch“ von Andreas Pichler.
- NaturVision Kurzfilmpreis: „Precious Plastic – The Story Behind“ von Dave Hakkens, Niederlande 2017 – 9 min.
- NaturVision Publikumspreis: „Sex, Lies, and Butterflies – Wunderwesen Schmetterling“, Österreich 2017 – 50 min.